# Elias Murr
Elias Murr (ur. 30 stycznia 1962 w Bitighrinie) – prawosławny polityk libański, prawnik i przedsiębiorca, były minister spraw wewnętrznych, wicepremier i minister obrony, syn Michela Murra, mąż Karin Lahud, córki prezydenta Emila Lahuda. 12 lipca 2005 roku przeprowadzono na niego nieudany zamach bombowy.